# Instituto Nacional de Perinatología
El Instituto Nacional de Perinatología Isidro Espinosa de los Reyes (INPer por su acrónimo) es una institución de atención médica, enseñanza e investigación científica perteneciente a la Secretaría de Salud de México cuya especialidad es la neonatología y la ginecología y obstetricia.Forma parte de los Institutos Nacionales de Salud, un sistema de 13 institutos de investigación en ciencias biomédicas en los que se brindan servicios de salud pública y docencia a la población en general, destacando entre los mejores de su tipo en Latinoamérica.

## Historia
El primer antecedente del Instituto es en 1921, durante el periodo del presidente de México, Álvaro Obregón, cuando se edifica La Maternidad "Casa del Periodista", poco después en 1929, durante el periodo de Pascual Ortiz Rubio, se vuelve dependiente del Comité Nacional de Protección a la Infancia, en 1937, Lázaro Cárdenas crea la Secretaría de Asistencia Pública pasando a ser parte de ella, para 1976, Luis Echeverría expropia el predio ocupado por la hasta entonces "Maternidad Isidro Espinosa de los Reyes" para que formara parte del Institución Mexicana de Asistencia a la Niñez (I.M.A.N.), poco después se fusionaría con el Instituto Mexicano para la Infancia y la Familia, para el 8 de diciembre de 1977 se constituye formalmente el Instituto Nacional de Perinatología.